# Границя міцності

Діаграма деформування пластичного матеріалу при розтягуванні

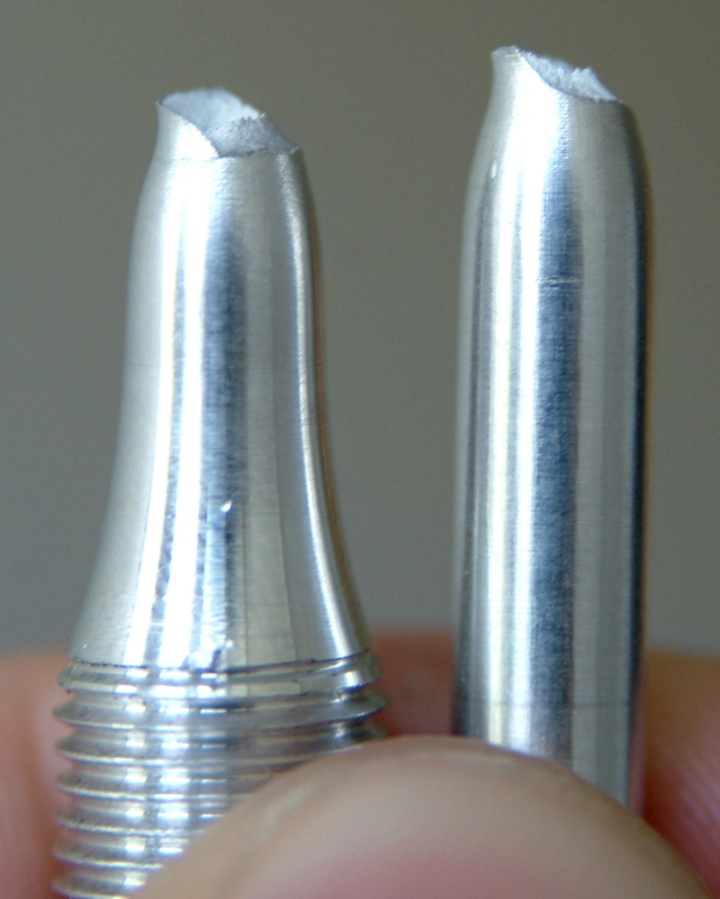
Циліндричний зразок після випробування на розтягання

Грани́ця мі́цності або тимчасовий опір руйнуванню або межа міцності — умовне механічне напруження, що відповідає найбільшому зусиллю, що досягається в процесі деформування зразка матеріалу, досягнутому до поділу зразка на частини, котре відповідає максимуму на діаграмі деформування і зазвичай позначається {\displaystyle \sigma _{B}}.

## Загальні характеристики
Границю міцності визначають за формулою:
{\displaystyle \sigma _{B}={\frac {R_{m}}{S_{0}}}} [МПа].
До настання цього моменту досягнення границі міцності подовження матеріалу розподіляється рівномірно по всій довжині зразка і площа поперечного перерізу зразка змінюється неістотно та рівномірно по всій довжині. Тому для обчислення {\displaystyle \sigma _{B}} у розрахунковій формулі переважно використовується початкове значення площі {\displaystyle S_{0}}.
Після досягнення зусилля {\displaystyle R_{m}} при подальшому розтяганні зразка зона його деформації локалізується і спостерігається на невеликій його довжині. Це призводить до утворення місцевого звуження у вигляді шийки (див.рис.) і до зменшення сили розтягування R, попри те, що напруження у перерізі шийки безперервно зростає. Зменшення розтягувальної сили спостерігається лише при випробуваннях зразка у машині, яка обмежує швидкість зростання деформації (м'яке навантаження). При випробуванні шляхом контролю зростання навантаження (жорстке навантаження), руйнування відбудеться при постійному навантаженні, але із все зростаючою швидкістю.

## Різновиди параметра
Слід розрізняти статичну і динамічну границю міцності.
Статична границя міцності або просто границя міцності є пороговою величиною статичного механічного напруження, після перевищення якого це механічне напруження зруйнує якесь тіло з конкретного матеріалу. Це поняття ще називають «тимчасовий опір руйнуванню» — напруження, що відповідає найбільшому зусиллю, яке передує розриву зразка при (статичних) механічних випробуваннях. Термін походить від уявлення, за яким матеріал може нескінченно довго витримати будь-яке статичне навантаження, якщо воно створює напруження, менші від статичної границі міцності, тобто не перевищують величину тимчасового опору. При навантаженні, що відповідає тимчасовому опору (або навіть перевищує його — в реальних і квазістатичних випробуваннях), матеріал зруйнується (відбудеться розділення зразка на частини) через якийсь кінцевий проміжок часу або й одразу.
Динамічна границя міцності — границя міцності, що визначається шляхом динамічних випробувань матеріалу, властивості якого залежать від швидкості деформації. Іншими словами це є порогова величина змінного механічного напруження (наприклад, за ударного впливу), при перевищенні якої це напруження приведе до руйнування тіла з конкретного матеріалу. У разі динамічного впливу на це тіло час його навантажування часто не перевищує декількох секунд від початку прикладання навантаження до моменту руйнування.
Також розрізняють границі міцності на стиск і розтяг, що відповідає виду прикладеного до матеріалу навантаження. Значення граничних напружень на розтягнення і на стиск у багатьох матеріалів зазвичай різняться. У композитів границя міцності на розтяг зазвичай є більшою від  границі міцності на стиск. Для кераміки та інших крихких матеріалів - навпаки, характерним є багатократне перевищення границею міцності на стиск границі міцності на розтяг. Для металів, металевих сплавів, багатьох пластиків, як правило, є характерною рівність границь міцності на стиск і на розтяг.

## Інші характеристики міцності
Іншими характеристиками пружності та міцності матеріалів, що використовуються у практичних розрахунках, є також границя пружності, границя плинності, границя витривалості, границя тривалої міцності тощо.